# Domenico de Dominici

Domenico de Dominici ou Domenico de'Domenichi est un ecclésiastique catholique italien, évêque de Torcello puis de Brescia, et un théologien du XVe siècle. Il naît à Venise le 15 juillet 1416, et meurt le 17 février 1478 à Brescia. 

## Biographie

### Formation
Il étudie à l'université de Padoue, alors grand centre intellectuel dont le rayonnement est majeur parmi les sphères intellectuelles européennes. Il y acquiert sa licence de maître ès arts en 1435. L'œuvre produite ultérieurement par Domenico a manifestement été très influencée par cet environnement d'apprentissage : le thomisme et l'aristotélisme (en particulier sa méthode scientifique), dont l'université de Padoue était un bastion au sein de la péninsule italienne, sont deux éléments clés de la pensée de cet auteur.

### Un évêque dans l'entourage du Saint-Siège
La carrière de Domenico connait une montée en puissance à la suite de l'accession au pouvoir du pape Pie II. Doyen de la collégiale de Cividale de 1442 à 1444, il est élu évêque de Torcello en 1448 puis accède à l'évêché de Brescia en 1464. Il s'approche rapidement du pape, jusqu'à appartenir au cercle rapproché de ses amis et conseillers, qui accompagnaient le souverain pontife lors de ses déplacements pour lui prodiguer l'aide dont il avait besoin. Domenico rédige diverses œuvres de défenses de l'autorité pontificale, dans un contexte global de remise en question de l'infaillibilité du Saint-Siège à la suite du concile de Constance et du concile de Bâle.
Il se place sur une ligne argumentative proche de Juan de Torquemada, en défendant un pouvoir de type hiérocratique.
Domenico prend la défense du camp dominicain lors de la controverse du Saint Sang opposant l'ordre des frères prêcheurs aux franciscains, entre 1462 et 1464. Il conseille au pape de ne prendre position en faveur d'aucun des deux camps - après avoir défendu les thèses dominicaines - et adopte des vues très largement œcuméniques.

### Mort

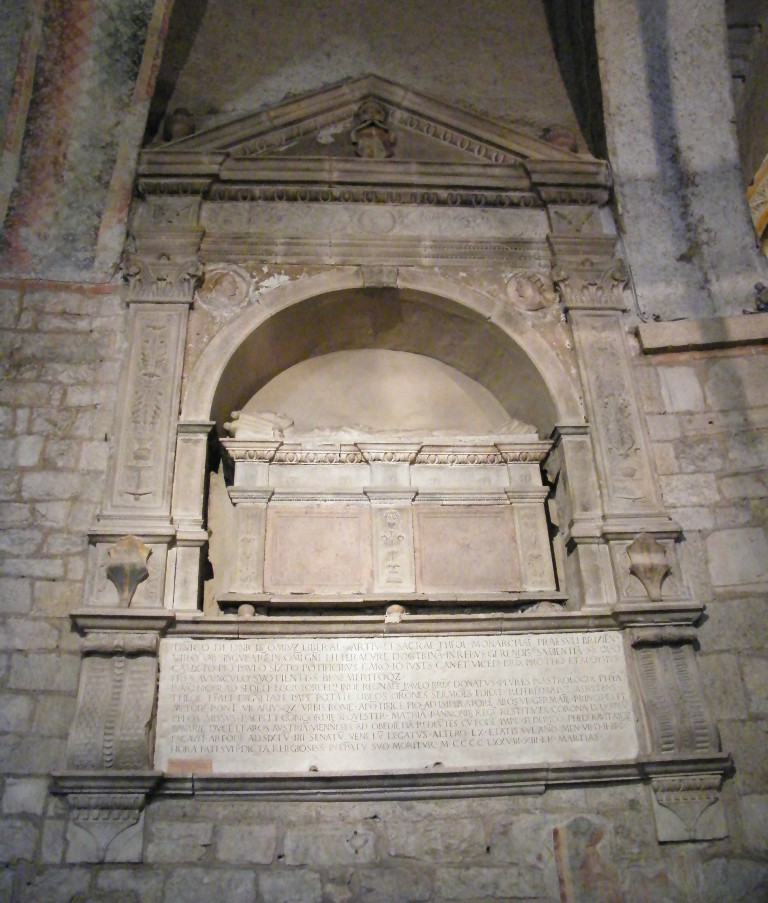
Pierre tombale dans le Duomo Vecchio de Brescia

Il meurt dans son évêché de Brescia en 1478 et est inhumé dans le Duomo Vecchio où un monument funéraire lui est édifié.